# Gołąbek podpalany

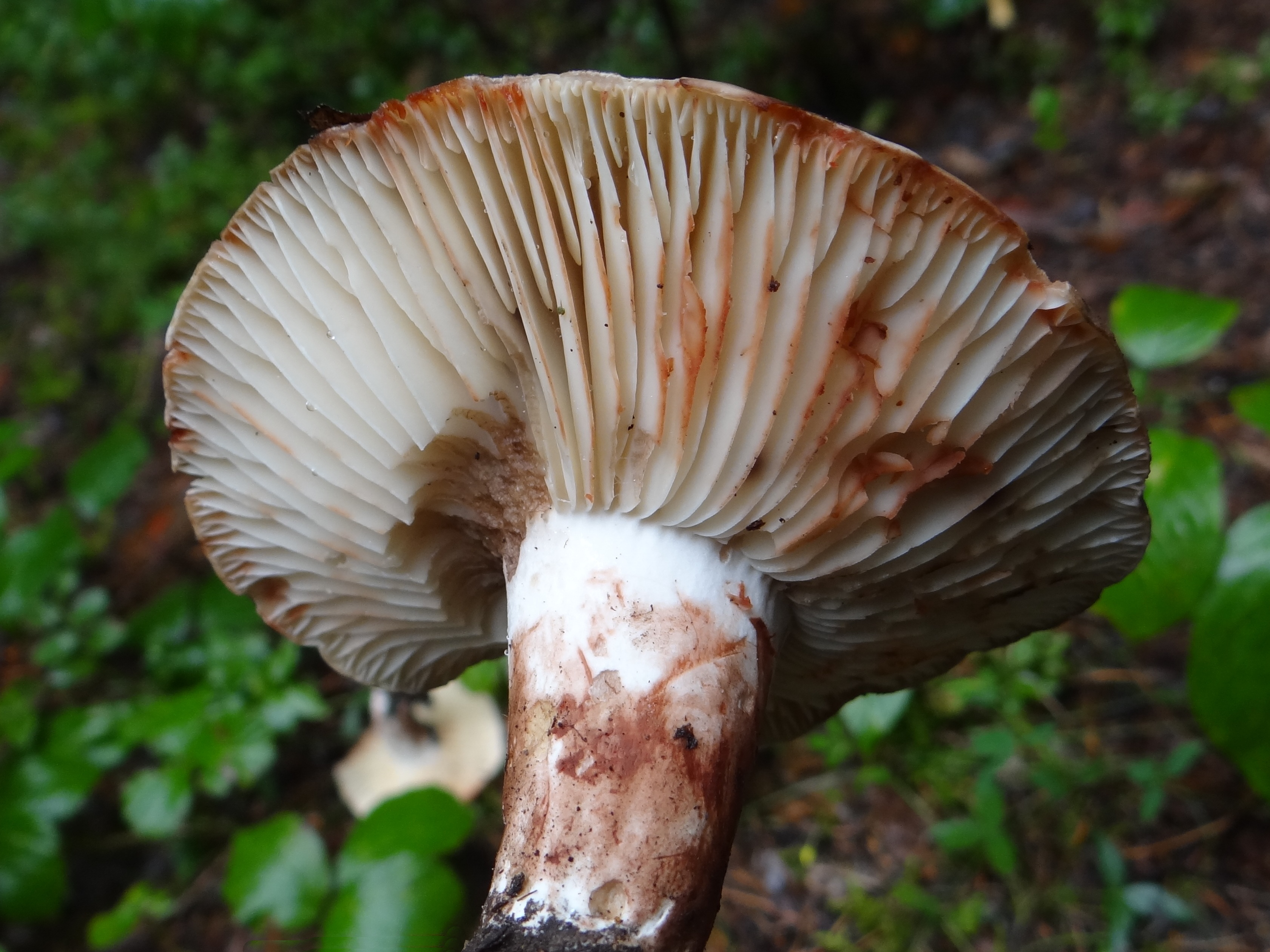
Uszkodzony miąższ i blaszki powoli czerwienieją, potem szarzeją

Gołąbek podpalany (Russula adusta (Pers.) Fr.) – gatunek grzybów należący do rodziny gołąbkowatych (Russulaceae).

## Systematyka i nazewnictwo
Pozycja w klasyfikacji według Index Fungorum: Russula, Russulaceae, Russulales, Incertae sedis, Agaricomycetes, Agaricomycotina, Basidiomycota, Fungi.
Po raz pierwszy takson ten zdiagnozował w 1801 r. Christian Hendrik Persoon, nadając mu nazwę Agaricus adustus. Obecną, uznaną przez Index Fungorum nazwę nadał mu w 1838 r. Elias Fries, przenosząc go do rodzaju Russula. Niektóre synonimy nazwy naukowej:
- Agaricus adustus Pers. 1801
- Agaricus nigricans Bull. 1785
- Omphalia adusta (Pers.) Gray 1821

Nazwę polską nadała Alina Skirgiełło w 1991 r. Synonimy polskie: gołąbek żółtobrunatny, serojeszka podpalona.

## Morfologia
Kapelusz
Ma średnicę do 15, a nawet 17cm, za młodu jest nieco wypukły, potem wklęsły. U młodych owocników jest białawy, później stopniowo zmienia barwę przez białawokremową do brudnobrązowej, a w środku kapelusza staje się niemal czarny. Powierzchnia w okresie suchej pogody gładka, naga i matowa, w czasie wilgotnej pogody nieco lepka i śliska. Skórę można ściągnąć co najwyżej z 1/3 promienia kapelusza.
Blaszki
Dość cienkie, gęste, z wieloma blaszeczkami, kruche, do trzonu zatokowato przyrośnięte, nieco zbiegające, czasami tworzą anastomozy. Początkowo są białe, później białokremowe i brudnobiałe, a w końcu ich ostrza stają się czarne. Po uszkodzeniu bardzo powoli zmieniają barwę na czerwonawą (podobnie jak miąższ).
Trzon
Wysokość 3-8 (10) cm, grubość 2–5 cm. Jest walcowaty, początkowo pełny i bardzo twardy, u starszych owocników gąbczasty. Powierzchnia gładka, nieco błyszcząca, początkowo biała, później stopniowo ciemnieje, w końcu przyjmując taki kolor jak kapelusz.
Miąższ
Ma grubość do 2,5 cm, jest twardy i elastyczny. Początkowo jest biały, później białoszary. Uszkodzony bardzo wolno zmienia kolor na czerwonawy, później szarzeje, a dopiero po 12 godzinach czernieje. Ma łagodny smak i mało przyjemny zapach. Pod wpływem zasad staje się oliwkowożółty, a po dwóch godzinach czarny.
Cechy mikroskopowe
Wysyp zarodników biały. Zarodniki o kształcie od kulistego do szerokoelipsoidalnego i rozmiarach 7–9 × 7–8 μm. Powierzchnia zarodników jest siateczkowato-brodawkowata, o bardzo drobnych i amyloidalnych brodawkach. Na ostrzach blaszek dość licznie występują cienkie i nietrwałe cystydy, czasami mające wydłużone szczyty. Dermatocystydy są cienkie. Strzępki skórki zawierają dużą ilość brązowego barwnika.
Gatunki podobne
Jest wiele podobnych morfologicznie gatunków gołąbków, które po uszkodzeniu czernieją. Podobne są:
- gołąbek gęstoblaszkowy (Russula densifolia), ale ma gęste blaszki,
- gołąbek białoczarny (Russula albonigra). Jest gorzki, a jego miąższ szybko czernieje,
- gołąbek czarniawy (Russula nigricans). Ma rzadkie i grube blaszki, jego miąższ po uszkodzeniu staje się najpierw łososiowoczerwonym, dopiero później czernieje.

## Występowanie i siedlisko
Występuje w Ameryce Północnej, Europie i Australii. W Azji podano jego występowanie tylko w Korei i Japonii. W Polsce jest dość pospolity.
Grzyb naziemny. Rośnie w lasach iglastych i mieszanych, szczególnie na kwaśnych glebach pod sosnami i świerkami.

## Znaczenie
Grzyb mykoryzowy. Jest jadalny, ale przeważnie nie jest zbierany.